# Camillina pecki
Camillina pecki är en spindelart som beskrevs av Léon Baert 1994. Camillina pecki ingår i släktet Camillina och familjen plattbuksspindlar. Inga underarter finns listade.